# RTHC Bayer Leverkusen
Koordinaten: 51° 1′ 7″ N, 7° 0′ 25″ O
Der RTHC Bayer Leverkusen ist einer der größten Sportvereine in Leverkusen und gehört zu den von der Bayer AG geförderten Sportvereinen.

## Der Verein heute (Stand 2006)
Zur Betreuung der Breiten- und der Leistungssportler standen 2006 18 hauptberufliche Mitarbeiter in Voll- und Teilzeit sowie 20 Trainer- und Übungsleiter zur Verfügung. Die Sportstätten des RTHC Bayer Leverkusen liegen an drei Standorten. Das Stammquartier der Ruderabteilung befindet sich am Rhein im Kölner Stadtteil Stammheim, am Stammheimer Schlosspark: Oberhalb des Bootsstegs im Rhein liegt das Bootshaus mit allgemein zugänglicher Gastronomie, mit Bootshallen, mit Ruder-Trainingsbecken und Gymnastikraum. Das Trainingszentrum der Renn-Ruderer ist am Fühlinger See, der WM-erprobten Kölner Regattastrecke, eingerichtet.
Das zentrale Sport- und Verwaltungszentrum des RTHC stellen die Anlagen am Kurtekotten dar. Rund um das Clubhaus, ebenfalls mit öffentlicher Gastronomie betrieben, gruppieren sich 26 Tennis-Freiplätze, eine Tenniswand, zwei Tennishallen mit zusammen sieben Courts und eine Mehrzweckhalle mit Fitnessraum. Dem Hockeysport stehen dort jeweils zwei Kunst- und Naturrasenplätze sowie eine Halle zur Verfügung.

## Geschichte
Der RTHC ist am 13. Juli 1951 entstanden durch den Zusammenschluss dreier ehemals selbstständiger Vereine: des 1910 gegründeten Rudervereins, des Tennis-Clubs von 1913 und des Hockey-Clubs von 1919. Direktor Fritz Jacobi wurde zum Vorsitzenden des neu gegründeten Clubs mit einem Mitgliederbestand von 859 gewählt.
Die bestehende Nachbarschaft der Sportanlagen von Hockey- und Tennisclub sowie Bootshaus am Werkskai konnte durch ein gemeinsames Clubhaus hinsichtlich besserem Zusammenwachsen stetig optimiert werden. Zielsetzung war über die Vergrößerung der Mitgliederzahlen das Heranwachsen eines weiteren Großvereins neben TuS 04 und SV Bayer 04 Leverkusen, in dem die bis dato getrennten Sportarten Rudern, Tennis und Hockey in einem großen Verein ausgeübt werden konnten. Des Weiteren bot eine Fusion finanzielle Vorteile bei der Ausweitung der Anlagen und andere gemeinsame Investitionen ohne eine zwingende Erhöhung der Mitgliedsbeiträge.

## Werksgeförderter Sport (Stand 2006)
Der RTHC gehört zu den 29 werksgeförderten Sportvereinen, in denen über 50.000 Mitglieder registriert sind. Darin drückt sich die Förderung des Sports als fester Bestandteil der Unternehmensphilosophie der Bayer AG aus, bei der der Schwerpunkt im Bereich Freizeit-/ Breitensport und Nachwuchsförderung liegt. Nach Aussage des damaligen Vorstandsvorsitzenden Werner Wenning (2002 bis 2010) betrachte es die Bayer AG als sozialpolitische Aufgabe, den Beschäftigten des Unternehmens und ihren Familienangehörigen durch ein breites Sportangebot Möglichkeiten zum beruflichen Ausgleich und zur Selbstverwirklichung zu schaffen. So steht auch die Vereinsarbeit des RTHC unter dem Motto „den Breitensport zu fördern, ohne den Spitzensport zu vernachlässigen“.

## Kernsportarten
Die drei Kernsportarten des RTHC Bayer Leverkusen sind:
- Rudern
- Tennis
- Hockey

Neben den drei Kernsportarten bietet er noch Fitness- und Wellness-Kurse an. Breitensportler sollen dabei von der langjährigen Erfahrung des RTHC im Leistungssportbereich profitieren und ebenfalls gemäß aktuellen sportwissenschaftlichen Erkenntnissen betreut werden. 

## Erfolge
Zu den herausragenden Erfolgen zählen vor allem die zwei Olympiasiege von Stephan Volkert (1992 in Barcelona, 1996 in Atlanta) sowie sieben olympische Silbermedaillen, eine Bronzemedaille und sieben Weltmeistertitel. Athleten der Hockeyabteilung waren am Gewinn zahlreicher olympischer Medaillen sowie Welt- und Europameister-Titel beteiligt, die Damenmannschaft wurde mehrfach Deutscher Meister. Die vielfache Paralympics-Siegerin im Schwimmen, Britta Siegers, stieg mit Erfolg auf Rollstuhltennis um und belegte als Bestleistung in der Weltrangliste Position acht im Einzel und Position sieben im Doppel.